# Azuma Kagami
Azuma Kagami (吾妻鏡/東鑑 Ngô thê kính/Đông giám, nghĩa đen là "Tấm kiếng của vợ tôi"/"Gương soi miền Đông") là một quyển biên niên sử của Nhật Bản.

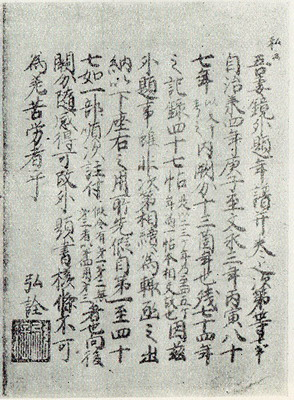
Một trang của bộ sử Azuma Kagami

Thư tịch thời Trung Cổ này ghi chép lại các sự kiện của Mạc phủ Kamakura từ vụ dấy loạn của Minamoto no Yoritomo chống lại nhà Taira ở Izokuni năm 1180 cho đến thời Thân vương Munetaka (vị shōgun thứ 6) và chuyến hồi hương về Kyoto của ông vào năm 1266. Tác phẩm này còn được gọi là Hōjōbon (北条本 Bắc Điều bản) từ sau khi nó thuộc quyền sở hữu của dòng họ Hậu Hōjō xứ Odawara (nay là Kanagawa), trước khi được đem tặng cho Tokugawa Ieyasu. Azuma Kagami ban đầu bao gồm 52 chương, nhưng riêng chương thứ 45 bị thất truyền. Mặc dù có nhiều sai sót, tài liệu này được coi là nguồn sử liệu quan trọng nhất hiện có liên quan đến thời kỳ Kamakura.

## Lịch sử
Azuma Kagami được biên soạn sau năm 1266 theo chỉ thị của viên shikken (chấp quyền) nhà Hōjō (chính thức là một chức quan nhiếp chính của shōgun, nhưng là người cai trị trên thực tế) và là một bản ghi chép dưới dạng nhật ký về các sự kiện xảy ra ở Nhật Bản. Được viết bằng thứ tiếng Nhật dưới dạng văn ngôn Trung Quốc được gọi là hentai kanbun (変体漢文 biến thể Hán văn), tác phẩm đồ sộ không thể hiểu được đối với hầu hết người Nhật cho đến khi một phiên bản với phần chú giải furigana được xuất bản vào năm 1626. Bộ sử này được trao tặng cho shōgun Tokugawa Ieyasu vào năm 1603, người đã thu được phần còn thiếu từ các daimyo khác và sau đó ra lệnh chuẩn bị và xuất bản phiên bản Fushimi của Azuma Kagami ở Kokatsujiban, kỹ thuật in chữ rời cũ. Ấn bản này lần lượt trở thành nền tảng cho các bản in hiện tại. Ieyasu từng coi cuốn sách này là sản phẩm đậm chất trí tuệ lịch sử, giữ nó bên cạnh và thường xuyên tra cứu những khi rảnh rỗi.

## Nội dung
Azuma Kagami là một bản ghi chép rất chi tiết về các hoạt động khác nhau tập trung vào shōgun với các mục gần như hàng ngày bao gồm cả ghi chú về thời tiết. Nó từng được coi là một cuốn nhật ký chính thức của Mạc phủ Kamakura, nhưng nó chứa các phần về các sự kiện ở các khu vực xa xôi được viết vào ngày xảy ra. Do đó, những mục như vậy được cho là đã được thêm vào sau đó. Nội dung của nó đi từ lời nói và hành vi của shōgun, quan chức và quân nhân cho đến những bài thơ, tác phẩm văn học, mô tả về các cuộc săn bắn, tiệc tùng và ghi chú về thời tiết. Do đó, nó có khả năng là một tập hợp thông tin về thời kỳ nhiếp chính của Hōjō được lấy từ Hōjō, Adachi và các tài liệu lưu trữ của các nhà quý tộc khác, cộng với thư tịch đền chùa và miếu thờ. Không ngoài dự đoán, nó thiên vị rất nhiều xét về quan điểm của nhà Hōjō, nhưng vì sự chú ý đến từng chi tiết, dù sao đó cũng là một tài liệu quan trọng giúp giới nghiên cứu hiểu rõ hơn về Mạc phủ Kamakura.

## Vấn đề độ tin cậy củaAzuma Kagami
Là một tài liệu lịch sử, Azuma Kagami bị các vấn đề về độ tin cậy. Thường khởi đầu, có những khoảng trống không giải thích được trong đó, ví dụ như ba năm sau cái chết của Minamoto no Yoritomo. Cho dù các khoảng trống này là phân tán và tổn thất không đáng kể hoặc các hành vi kiểm duyệt có chủ ý và có hệ thống là không rõ ràng, và ý kiến về chủ đề này vẫn còn bị chia rẽ. Thậm chí có những cáo buộc đáng ngờ rằng chính Ieyasu đã ra lệnh loại bỏ các đoạn mà ông cho là đáng xấu hổ cho một nhà lãnh đạo quân sự nổi tiếng như Yoritomo.
Cuốn sách cũng cho thấy một thiên kiến chống Minamoto, thân Hōjō rõ ràng. Nó mô tả kẻ thù của nhà Hōjō như Minamoto no Yoriie và Kajiwara Kagetoki là những kẻ độc ác trong những câu chữ cường điệu. Minamoto no Yoshitsune, ngược lại, được nói đến rất cao, có lẽ vì anh ta bị người anh Yoritomo săn lùng và buộc phải tự sát trong tình cảnh bi thảm. Óc bè phái này thể hiện rõ trong nhiều trường hợp khác xuyên suốt cuốn sách. Ví dụ, đoạn nói về Shizuka Gozen, bị Hōjō Tokimasa bắt giữ và buộc phải trung thành với Yoritomo và theo một số phiên bản của câu chuyện, đã phải nhảy múa phục vụ vị shōgun mới tại đền Tsurugaoka Hachiman-gū, nhằm tâng bốc Hōjō Masako.
Cuối cùng, nó chứa nhiều lỗi thực tế.

## Ông Quảng Bình vàNgô thê kính bổ
Học giả thời Thanh Ông Quảng Bình (1760–1847) đã đọc một bản sao của cuốn sách ở Trung Quốc, và thấy nó có giá trị nhưng bị làm hỏng bởi vô số lỗi. Sau khi cố gắng để có được trong tay một bản sao hoàn chỉnh, ông quyết định sửa chữa, mở rộng và tu chính bộ sử này bằng cách tham khảo tới hơn mười loại sách quốc sử khác của Nhật Bản và Trung Quốc có liên quan đến quốc gia này. Sau bảy năm làm việc cật lực, vào năm Gia Khánh thứ 19 (1814), ông đã hoàn thành tác phẩm Ngô thê kính bổ, hay "Những điều chỉnh cho Azuma Kagami". Cuốn Ngô thê kính bổ đã có, theo như giới sử học cho biết, hai phiên bản, một bản gồm 28 chương và bản khác gồm 30 chương, cả hai đều là bản viết tay. Do họ Ông chưa bao giờ đặt chân đến nước Nhật, cuốn sách có những hạn chế lớn trong các lĩnh vực khác nhau, nhưng dù sao nó cũng trở thành một giới thiệu có giá trị về đất nước và nền văn hóa Nhật Bản.
Cuốn sách này chỉ được tái bản một lần duy nhất, bởi một nhà xuất bản Nhật Bản.